# Poecilimon lateralis
Poecilimon lateralis är en insektsart som först beskrevs av Franz Xaver Fieber 1853.  Poecilimon lateralis ingår i släktet Poecilimon och familjen vårtbitare. Inga underarter finns listade i Catalogue of Life.